# Fahrenheit (månekrater)
 For alternative betydninger, se Fahrenheit (flertydig). (Se også artikler, som begynder med Fahrenheit)
Fahrenheit er et meget lille nedslagskrater på Månen. Det befinder sig på Månens forside og er opkaldt efter den hollandske fysiker Daniel D. Fahrenheit (1686 – 1736).
Navnet blev officielt tildelt af den Internationale Astronomiske Union (IAU) i 1976. 
Før det blev omdøbt af IAU, hed dette krater "Picard X".

## Omgivelser
Fahrenheitkrateret ligger i den sydøstlige del af Mare Crisium. Mod øst ligger overfladerevnerne Dorsa Harker, og på den anden side af dem ligger Promontorium Agarum i randen af maret. Dette område af Månens overflade er næsten helt uden nedslagskratere af interesse.
Landingsstedet for den sovjetiske Luna-24-månesonde ligger omkring 15 km mod sydøst.

## Måneatlas
- Billeder af Fahrenheitkrateret i LPI-måneatlasset